# Hubcap Music
Hubcap Music je šesté studiové album amerického hudebníka Seasicka Steva, vydané v roce 2013. Vydala jej hudební vydavatelství Fiction Records a Third Man Records a jeho producentem byl Seasick Steve. Ve většině písních je Steve doprovázen bubeníkem Danem Magnussonem a baskytaristou Johnem Paulem Jonesem; dále na albu hráli například kytaristé Luther Dickinson a Jack White.

## Seznam skladeb
| Pořadí | Název               | Délka |
| ------ | ------------------- | ----- |
| 1.     | Down on the Farm    | 3:50  |
| 2.     | Self Sufficient Man | 4:16  |
| 3.     | Keep On Keepin' On  | 3:53  |
| 4.     | Over You            | 3:18  |
| 5.     | The Way I Do        | 4:50  |
| 6.     | Purple Shadows      | 4:19  |
| 7.     | Freedom Road        | 5:35  |
| 8.     | Home                | 3:31  |
| 9.     | Hope                | 3:14  |
| 10.    | Heavy Weight        | 5:09  |
| 11.    | Coast Is Clear      | 5:08  |

## Obsazení
- Seasick Steve – zpěv, kytara
- Dan Magnusson – perkuse
- John Paul Jones – baskytara, mandolína, lap steel ukulele, Hammondovy varhany, doprovodné vokály
- Jack White – kytara
- Luther Dickinson – kytara
- Elizabeth Cook – zpěv
- Fats Kaplin – pedálová steel kytara, housle